# V603 Aquilae

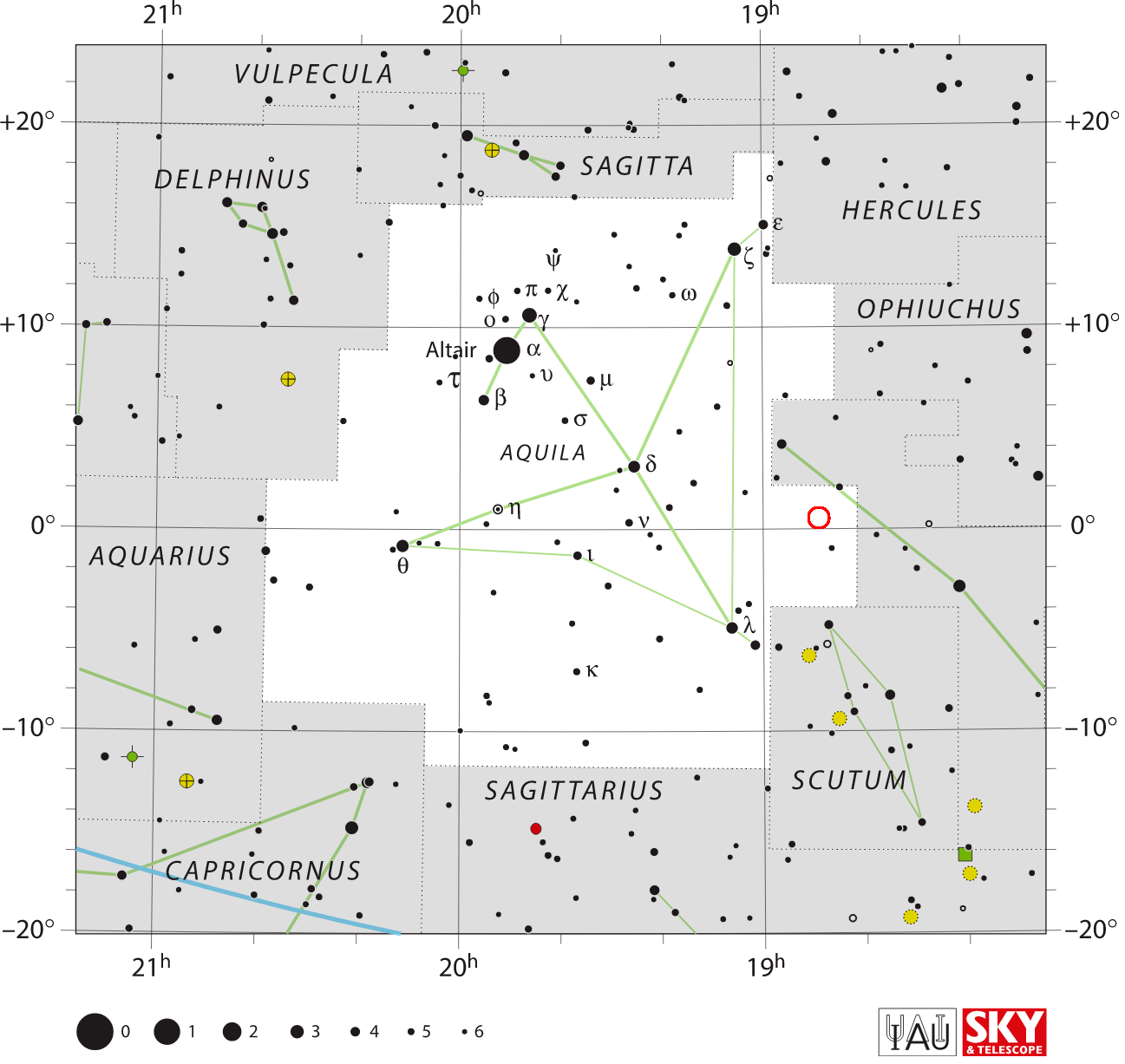
Localisation de la nova V603 Aquilae dans la constellation de l'Aigle.

V603 Aquilae (ou Nova Aquilae 1918) était une nova qui survint en juin 1918 dans la constellation de l'Aigle. Elle atteignit une magnitude minimale (correspondant à une luminosité maximale) de -1,4.
Elle fut observée par de nombreuses personnalités, dont le médecin franco-polonais Zygmunt Laskowski, crédité primo-découvreur le 9 juin 1918, mais également par l'astronome britannique Alice Grace Cook ou encore le photographe français Henri Roger-Viollet.

## Coordonnées
- Ascension droite : 18h 48m 54,6s
- Déclinaison : +00° 35’ 03"